# Jórtitsia
Jórtytsia (en ucraniano: Хортиця, en ruso: Хортица) es una isla fluvial localizada sobre el río Dniéper en el óblast de Zaporiyia, Ucrania. La isla está situada en la moderna ciudad industrial de Zaporiyia y se extiende desde el noreste al sudeste a lo largo de más de 20 kilómetros, con un ancho medio de 2500 metros. Dispone de bosques de robles, pinos madereros, prados y estepas.

## Geografía física
Zaporiyia (la traducción directa es "más allá de los rápidos") toma su nombre de un área geográfica aguas abajo del río Dniéper más allá del noveno rápido. En la década de 1930, cuando se construyó la estación hidroeléctrica del Dniéper, estos rápidos se inundaron. Sólo los acantilados de granito, que alcanzan una altura de 50 metros, dan testimonio del terreno rocoso original de la región.
En Jórtytsia, en la cumbre de Savutin y cerca del barranco del mismo nombre, hay tres torres de transmisión eléctrica de 74,5 m de altura, llamadas Pilón Triple de Zaporiyia, que forman parte de una línea eléctrica de 150 kV que cruza el río Dniéper.

## Historia
Zaporiyia toma el nombre de las nueve cataratas del Dniéper que fueron niveladas en la década de 1930 cuando fue construida la estación hidroeléctrica en la corriente principal. Solo acantilados graníticos, que se levantan 50 metros, testifican el pasado del originalmente rocoso terreno.

## Turismo
La mayor parte de la reserva cubre el museo cosaco de Zaporiyia, que incluye el espectáculo de caballos cosacos. El edificio del museo es moderno y se encuentra enclavado en el paisaje con espectaculares vistas de la central hidroeléctrica del Dniéper al norte. El museo fue inaugurado en octubre de 1983 como Museo de Historia de Zaporiyia, aprobado por el Ministerio de Cultura de la RSS de Ucrania en diciembre de 1970. El área de exposición del museo era de 1600 m² y retrata los siguientes temas: Jórtytsia en la antigüedad, la historia de los cosacos de Zaporiyia y la historia de Zaporiyia en la época de la construcción del socialismo. En 1992, se rediseñó la exposición del museo.
El museo contiene exhibiciones que datan de la Edad de Piedra, pasando por el período escita hasta el siglo XX.

## Galería

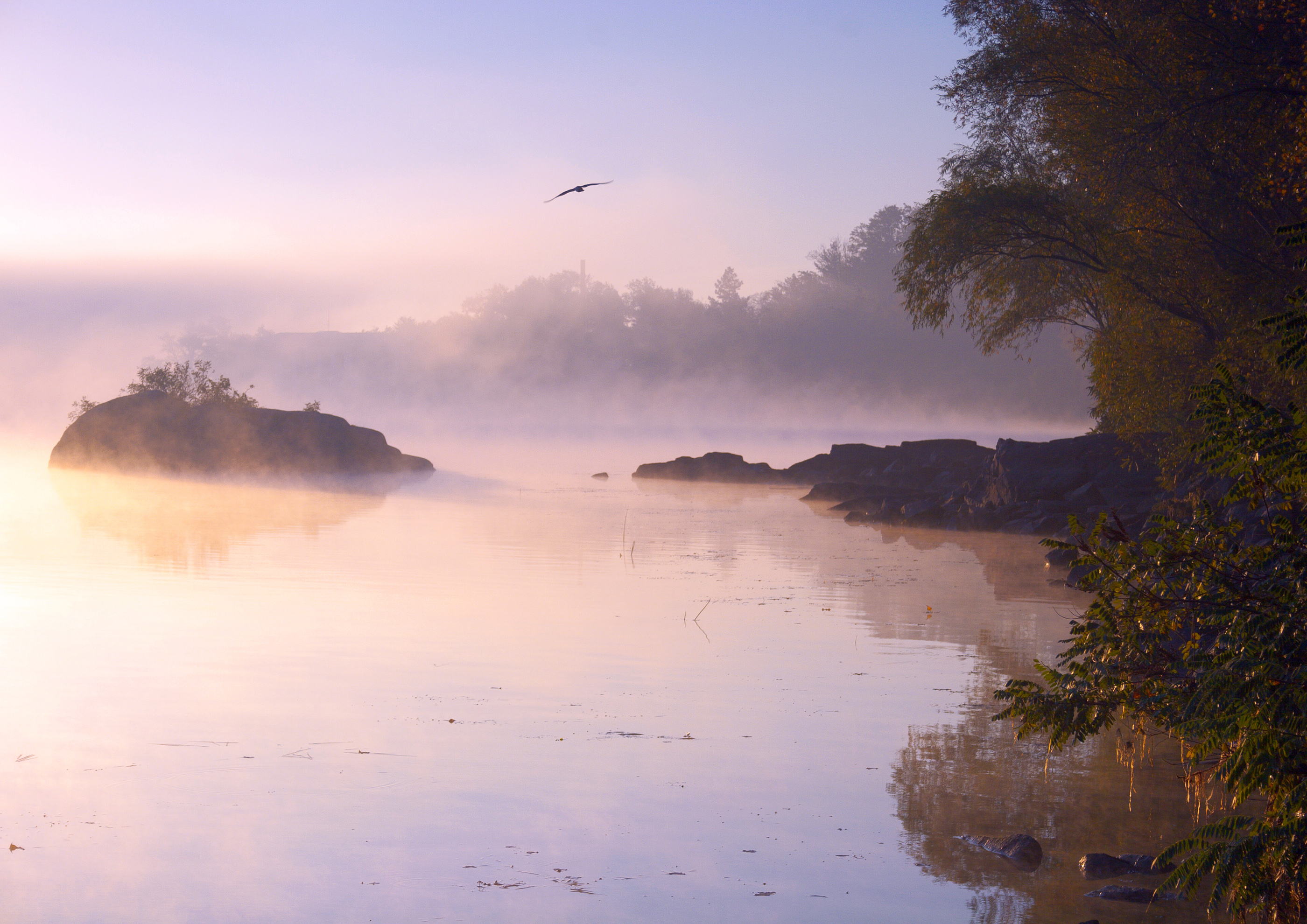
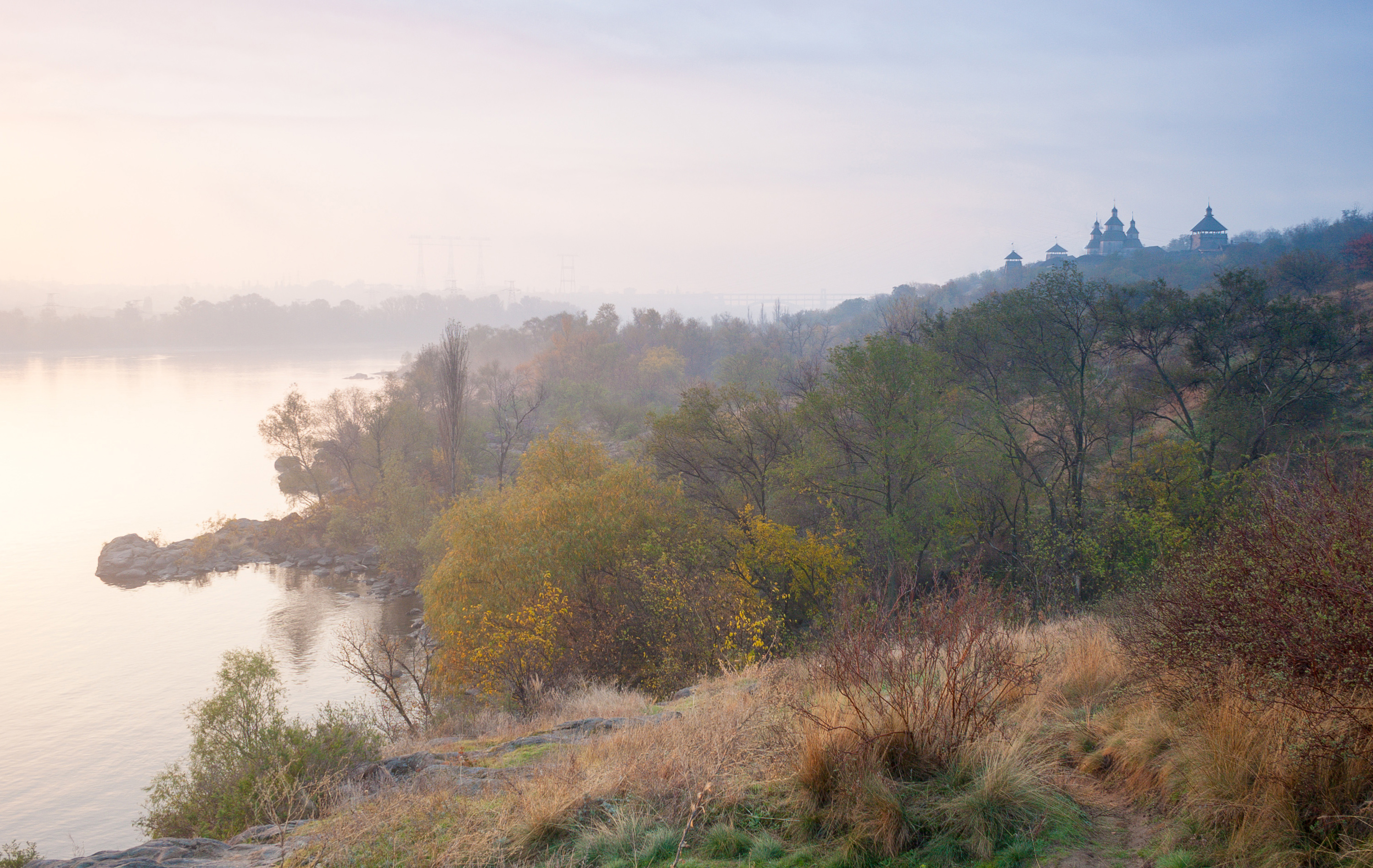
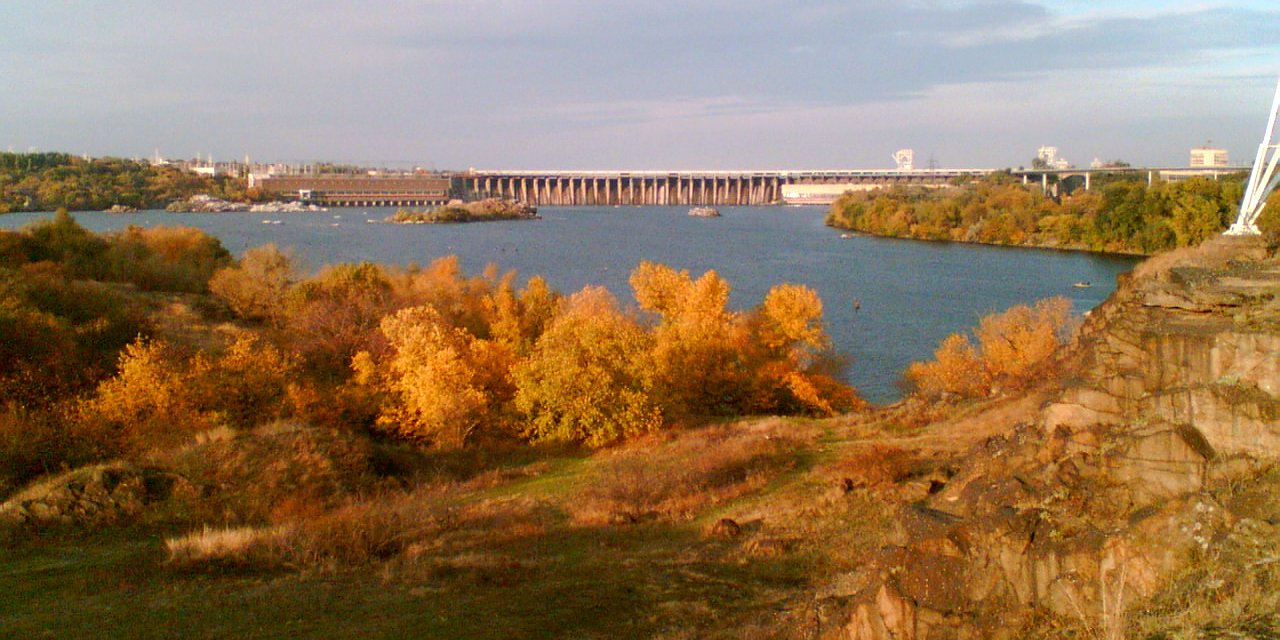
Presa de la Estación hidroeléctrica Dniéper
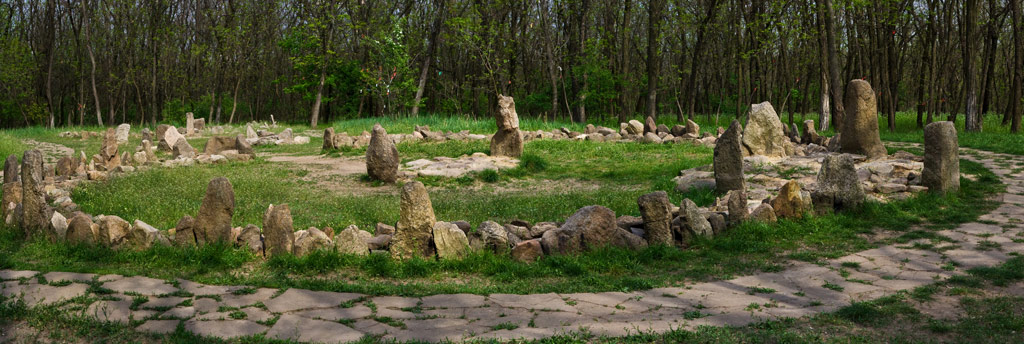
Santuario Braharnia